# Sylvain Chomet
Sylvain Chomet (ur. 10 listopada 1963 w Maisons-Laffitte) – francuski reżyser filmów animowanych, twórca komiksów (rysownik, scenarzysta). Reżyser filmów: Starsza pani i gołębie (1998), Trio z Belleville (2003), Barbacoa (2005; produkcja przerwana z powodu braku funduszy), Zakochany Paryż (segment, 2006), Iluzjonista (2010).
Jako scenarzysta komiksów współpracuje z Nicolasem de Crécym, wspólnie stworzyli serię Dziadek Leon (wydanie polskie w dwóch tomach po 160 i 200 stron Egmont Polska, 2008 i 2009 rok), której drugi tom pt. Brzydki, biedny i chory nagrodzony został Alph’Art za najlepszy album komiksowy na Międzynarodowym Festiwalu Komiksu w Angoulême w 1998 roku.